# Либија на Светском првенству у атлетици на отвореном 2022.
Либија је учествовала  на 18. Светском првенству у атлетици на отвореном 2022. одржаном у Јуџину  од 15. до 25. јула једанаести пут. Репрезентацију Либије представљао је један атлетичар који се такмичио у трци на 100 метара. , 
Представник Либије није освојио ниједну медаљу нити је остварио неки резултат јер није ни стартовао.

## Учесници
Мушкарци:
- Ахмед Амар — 100 м

## Резултати

### Мушкарци
| Атлетичар  | Дисциплина | Лични рекорд | Предтакмичење  | Предтакмичење  | Квалификације        | Квалификације        | Полуфинале           | Полуфинале           | Финале               | Финале               | Детаљи |
| Атлетичар  | Дисциплина | Лични рекорд | Резултат       | Место          | Резултат             | Место                | Резултат             | Место                | Резултат             | Место                | Детаљи |
| ---------- | ---------- | ------------ | -------------- | -------------- | -------------------- | -------------------- | -------------------- | -------------------- | -------------------- | -------------------- | ------ |
| Ахмед Амар | 100 м      | 10,42        | Није стартовао | Није стартовао | Није се квалификовао | Није се квалификовао | Није се квалификовао | Није се квалификовао | Није се квалификовао | Није се квалификовао |        |